# Schloss Erlach (Erlach)

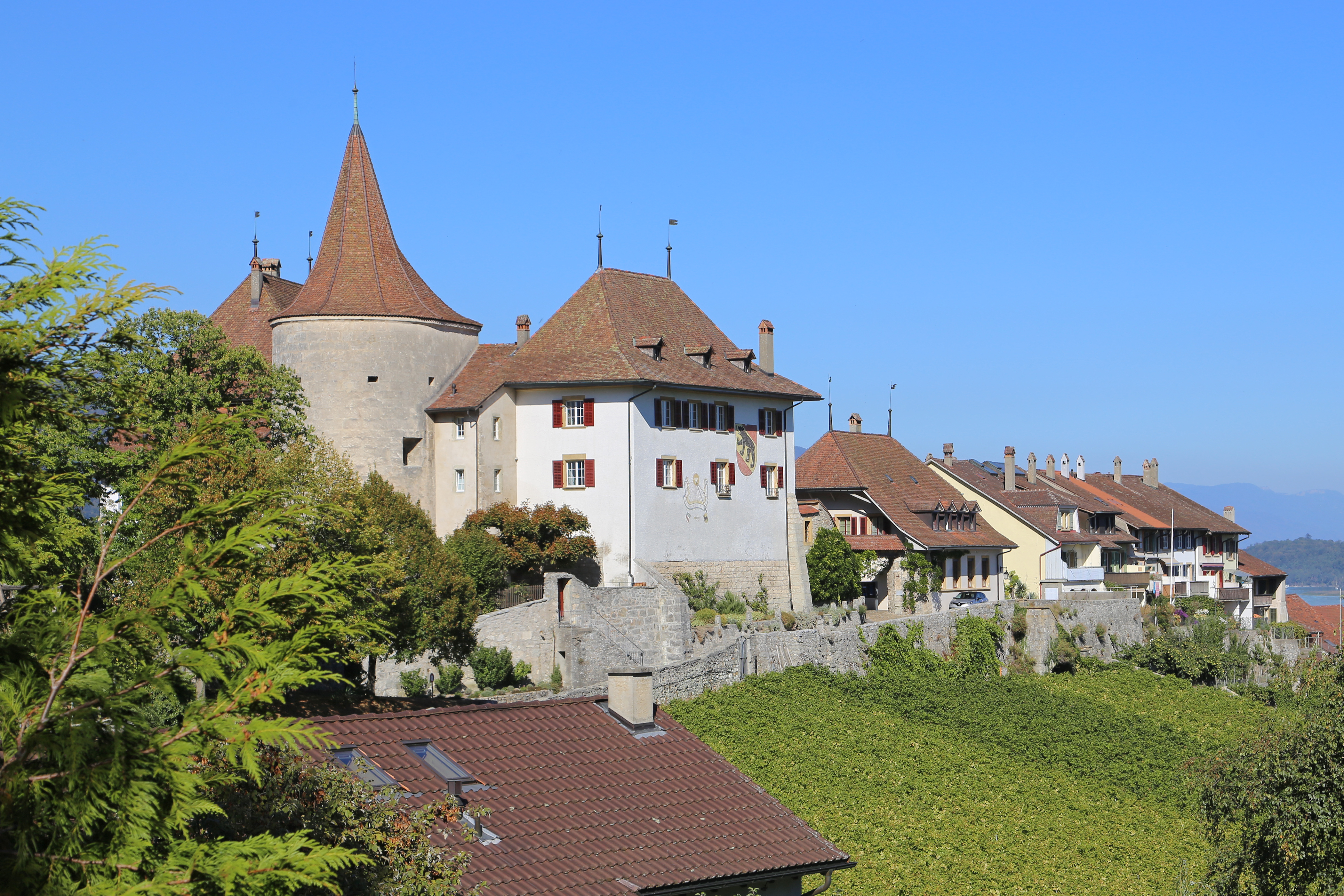
Schloss und Altstadt Erlach

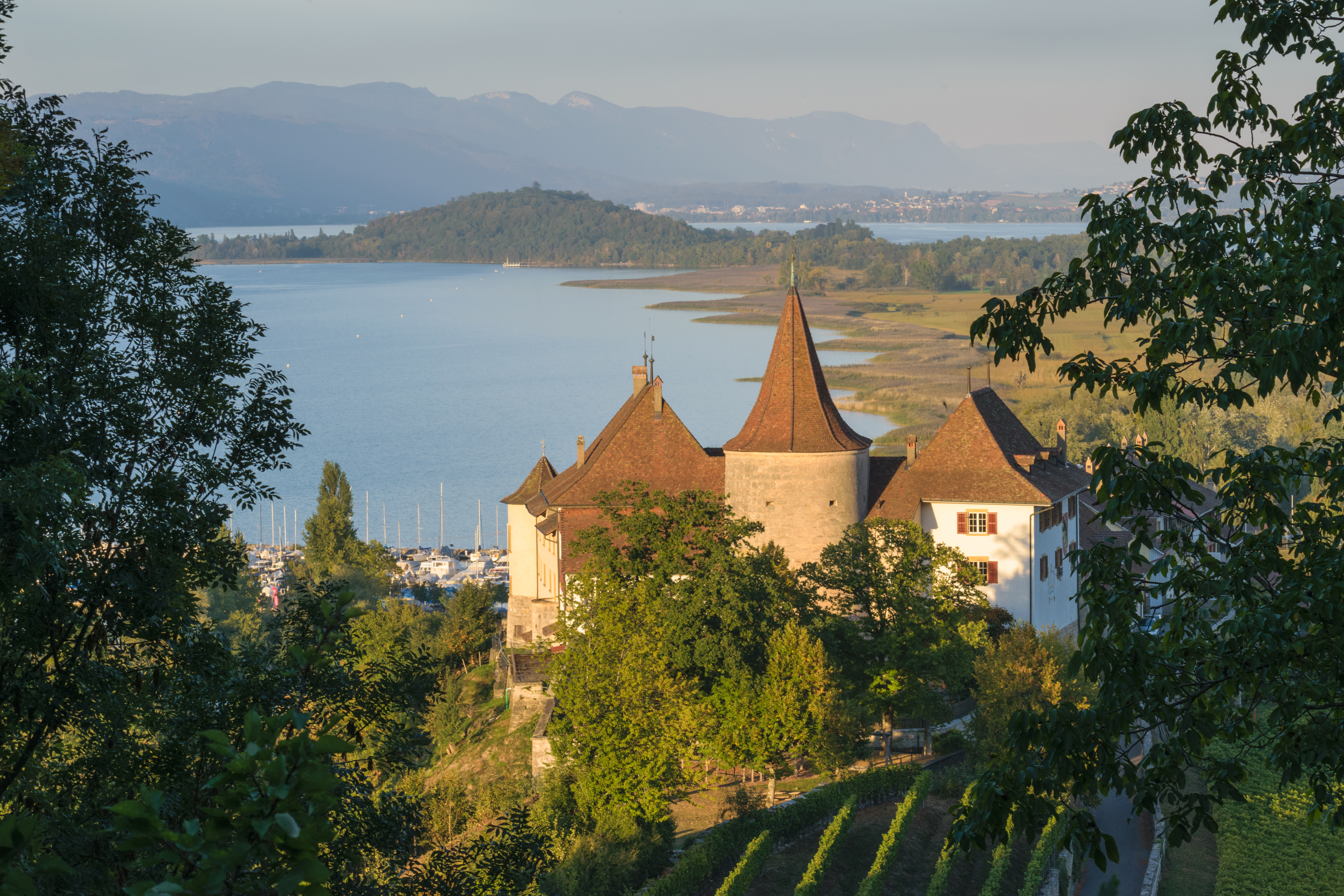
Schloss und der Bielersee

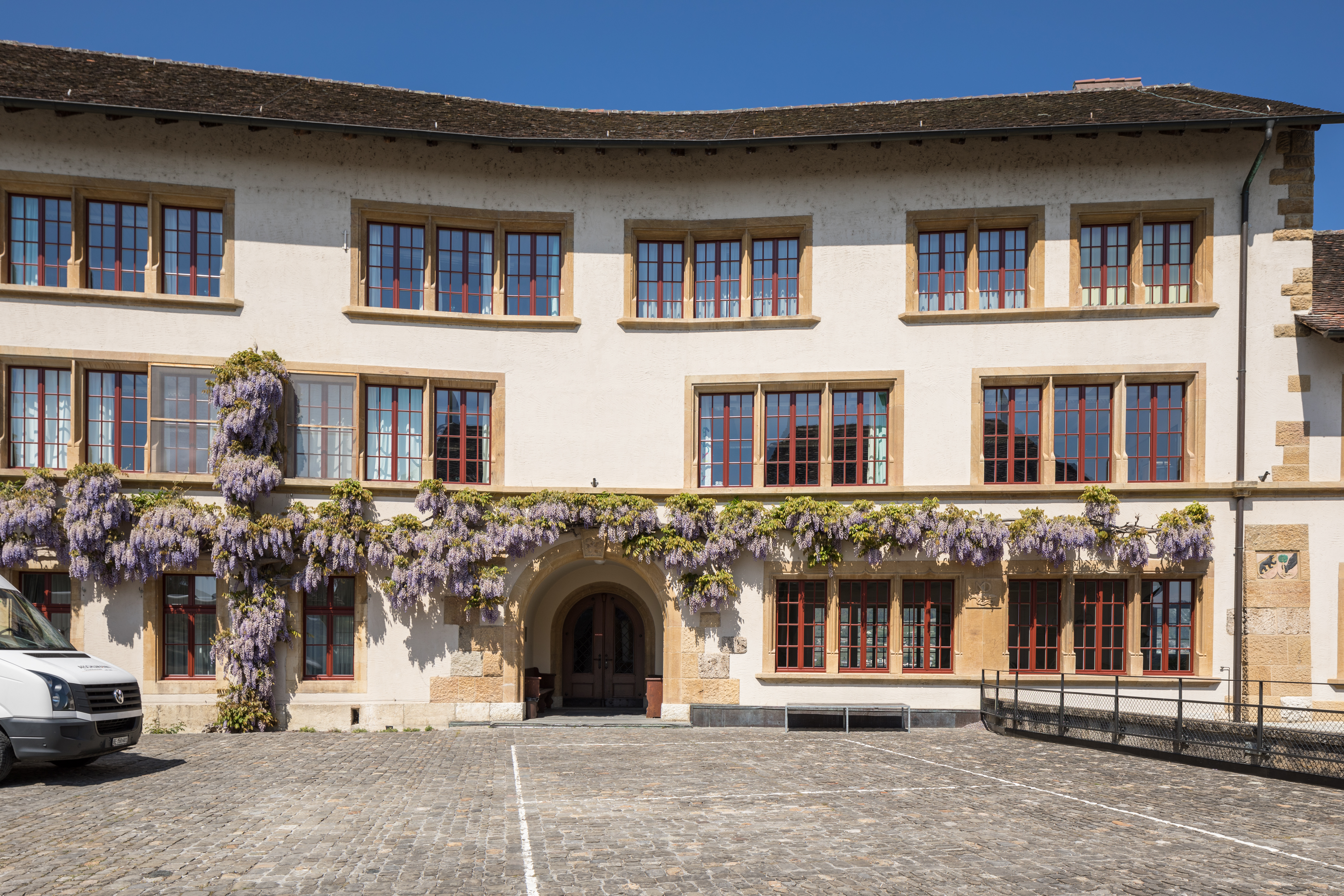
Seitenflügel/Hof

Das Schloss Erlach ist ein Schloss in der Gemeinde Erlach im Kanton Bern.

## Geschichte
Um 1100 erwarben die Grafen von Fenis den Ort und fingen an, ihn zu befestigen. Burkhart von Fenis baute zu Beginn des 12. Jahrhunderts die Burg. Erlach war ein wichtiger Stützpunkt der Grafen von Neuenburg. Um 1265 erhielt Erlach vom Grafen Rudolf II. von Neuenburg-Nidau die Handfeste verliehen. Als Ministerialen der Grafen dienten die Ritter von Erlach als Burgmannen auf dem Schloss.
1474 fiel Erlach an Bern und das Schloss wurde Sitz des bernischen Landvogts. Unter den Landvögten auf Schloss Erlach befanden sich auch bekannte Persönlichkeiten wie Niklaus Manuel Deutsch (Landvogt 1523–1528) und Johann Rudolf Sinner von Ballaigues (Landvogt 1776–1781). Ab 1874 war das Schloss ein staatliches Erziehungsheim.
Das Schloss Erlach ist im Besitz des Kantons Bern. Zurzeit beherbergt das Schloss eine Bildungsinstitution für normalbegabte, meist lernbeeinträchtige Kinder und Jugendliche im Schulalter, die sich in kritischen Lebenssituationen befinden.